# Perseguição aos cristãos no Império Romano

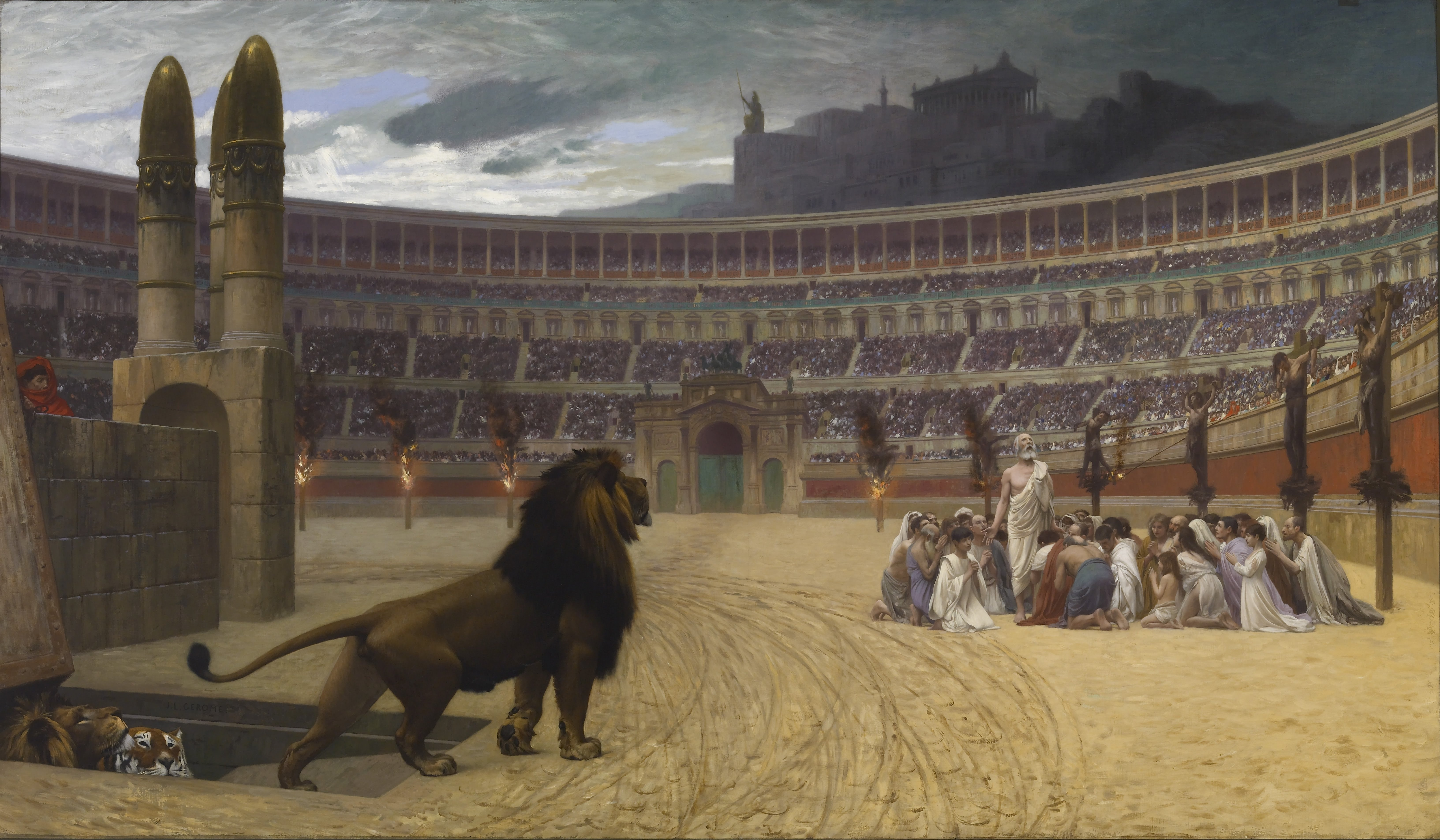
A Última Oração dos Mártires Cristãos, de Jean-Léon Gérôme (1883)

A perseguição aos cristãos no Império Romano ocorreu de forma intermitente durante um período de mais de dois séculos entre o Grande Incêndio de Roma, em 64 d.C, sob Nero, e o Édito de Milão, em 313 d.C, em que os imperadores romanos Constantino, o Grande, e Licínio, legalizaram a religião cristã.
A perseguição aos cristãos no Império Romano foi realizada pelo estado e também pelas autoridades locais de forma esporádica e ad hoc, muitas vezes aos caprichos das comunidades locais. A partir de 250 d.C, a perseguição em todo o império ocorreu como conseqüência indireta de um edito do imperador Décio. Este decreto esteve em vigor por dezoito meses, período durante o qual alguns cristãos foram mortos enquanto outros apostataram para escapar da execução.
Essas perseguições influenciaram fortemente o desenvolvimento do cristianismo, moldando a teologia cristã e a estrutura da Igreja. Os efeitos das perseguições incluíram a escrita de explicações e defesas da religião cristã.

## Duração e extensão
A perseguição à igreja primitiva ocorreu esporadicamente e em áreas localizadas desde o seu início. A primeira perseguição aos cristãos organizada pelo governo romano ocorreu sob o imperador Nero, em 64 d.C., após o Grande Incêndio de Roma. O edito de Tolerância foi emitido em 311 d.C. pelo imperador romano Galério, encerrando oficialmente a perseguição diocleciana ao Cristianismo no Oriente. Com a passagem em 313 d.C. do decreto de Milão, cessou a perseguição de cristãos pelo estado romano. O número total de cristãos que perderam a vida por causa dessas perseguições é desconhecido; embora o historiador da igreja primitiva Eusébio, cujas obras são a única fonte para muitos desses eventos, fale de "grandes multidões" terem perecido.
Não houve perseguição aos cristãos por todo o império até o reinado de Décio no século III. Os governadores provinciais tinham muita discrição pessoal em suas jurisdições e podiam escolher como lidar com os incidentes locais de perseguição e violência da multidão contra os cristãos. Durante a maior parte dos primeiros trezentos anos da história cristã, os cristãos foram capazes de viver em paz, praticar suas profissões e subir a posições de responsabilidade. Somente por aproximadamente dez dos primeiros trezentos anos da história da igreja os cristãos foram executados devido a ordens de um imperador romano. :129 As tentativas de estimar os números envolvidos são inevitavelmente baseadas em fontes inadequadas, mas um historiador das perseguições estima os números gerais entre 5.500 e 6.500:536-537 um número também adotado por escritores posteriores, incluindo Yuval Noah Harari: 
 Nos 300 anos desde a crucificação de Cristo até a conversão do imperador Constantino, os imperadores romanos politeístas iniciaram não mais do que quatro perseguições gerais aos cristãos. Os administradores e governadores locais incitaram sua própria violência anticristã. Ainda assim, se combinarmos todas as vítimas de todas essas perseguições, acontece que nesses três séculos os romanos politeístas mataram não mais do que alguns milhares de cristãos. 

## Razões

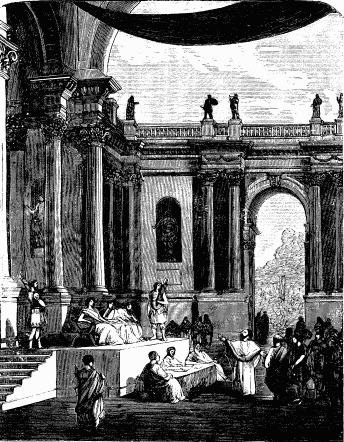
"Salão Romano da Justiça", História dos Jovens de Roma, 1878

#### Causas sociais e religiosas

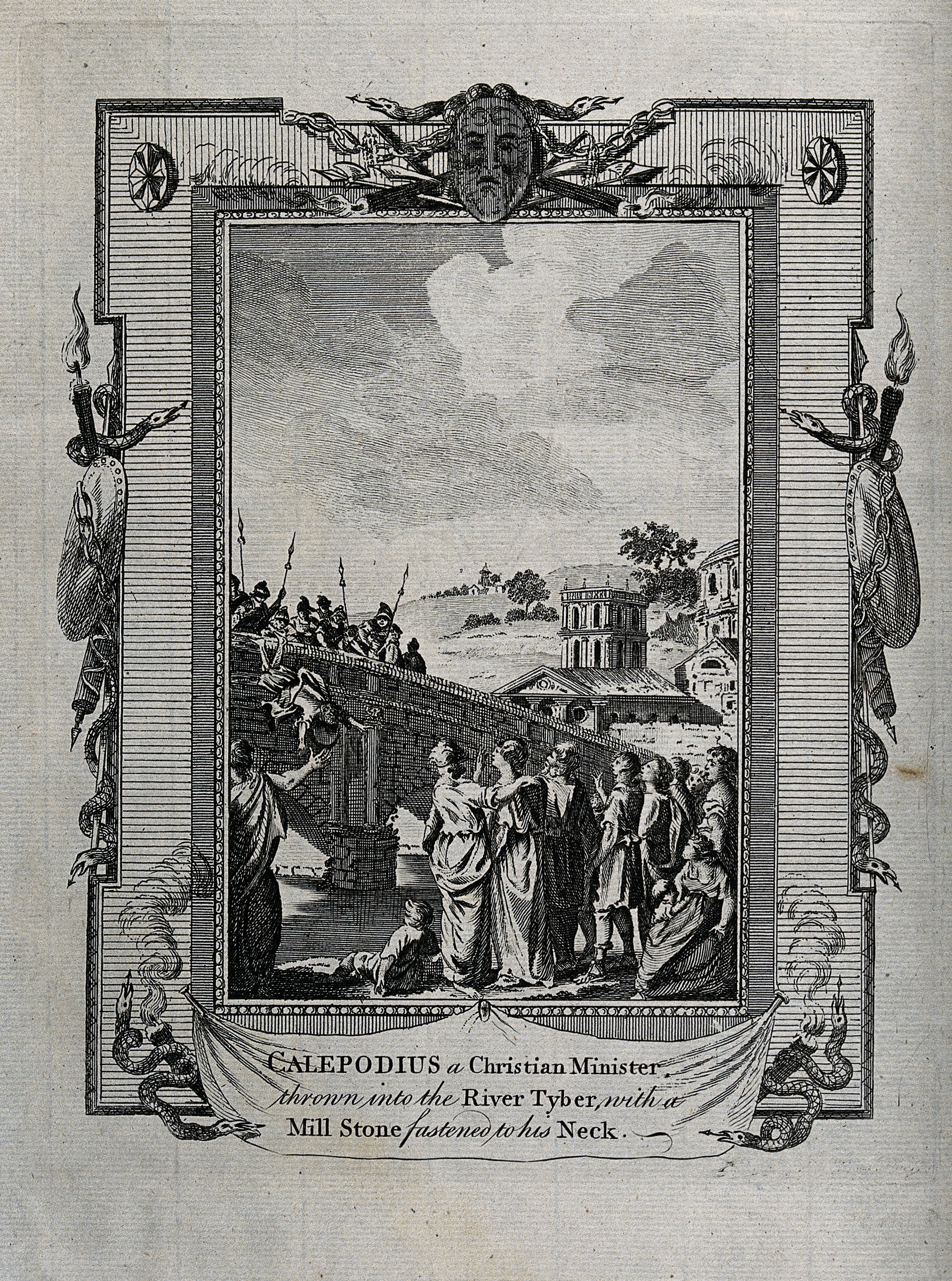
Martírio de Calepodius (impressão em entalhe)

Antes de 250 d.C., a perseguição não era um império amplo; foi localizado, esporádico, frequentemente liderado por multidões, com ações ocasionais das autoridades locais.:86  Os motivos da perseguição podem ser entendidos observando algumas áreas principais de conflito.
"A soberania exclusiva de Cristo colidiu com as reivindicações de César à sua própria soberania exclusiva". :87 O império romano praticava o sincretismo religioso e não exigia lealdade a um deus, mas exigia lealdade preeminente ao estado, e isso era esperado para ser demonstrado pelas práticas da religião estatal com numerosos dias de festas e festivais ao longo do ano. :84–90  A natureza do monoteísmo cristão impedia os cristãos de participar de qualquer coisa que envolvesse "outros deuses". :60 Os cristãos não participavam de festas ou procissões ou ofereciam sacrifícios ou leves incensos aos deuses; isso produziu hostilidade. Eles se recusaram a oferecer incenso ao imperador romano e, na mente do povo, o "imperador, quando visto como um deus, era ... a personificação do império romano" modo que os cristãos eram vistos como desleais a ambos.:87 :23 Em Roma, "a religião poderia ser tolerada apenas enquanto contribuísse para a estabilidade do estado", que "não aceitaria rival pela lealdade de seus súditos. O estado era o bem mais alto de uma união de estado e religião.":87 No monoteísmo cristão, o estado não era o bem maior.:87 :60
"Os cristãos mudaram suas atividades das ruas para os domínios mais isolados de casas, lojas e apartamentos femininos ... cortando os laços normais entre religião, tradição e instituições públicas como cidades e nações". :119 Essa "privatização da religião" foi outro fator primário na perseguição.:3 :112,116,119 Às vezes, eles se encontravam à noite, em segredo, e isso despertou suspeitas entre a população pagã acostumada à religião como um evento público; abundaram os rumores:120,121 que os cristãos cometeram flagicia, scelera e maleficia - "crimes ultrajantes", "maldade" e "más ações", especificamente canibalismo e incesto (referidos como "banquetes de Tiestes" e " relações edipodais") - devido às suas práticas de comer o "sangue e corpo" de Cristo e se referirem um ao outro como "irmãos" e "irmãs".:128
Edward Gibbon escreveu: 
 Ao abraçar a fé do Evangelho, os cristãos sofreram a suposta culpa de uma ofensa antinatural e imperdoável. Dissolveram os laços sagrados do costume e da educação, violaram as instituições religiosas de seu país e desprezaram presumivelmente o que seus pais acreditavam ser verdadeiro ou reverenciavam como sagrado. 

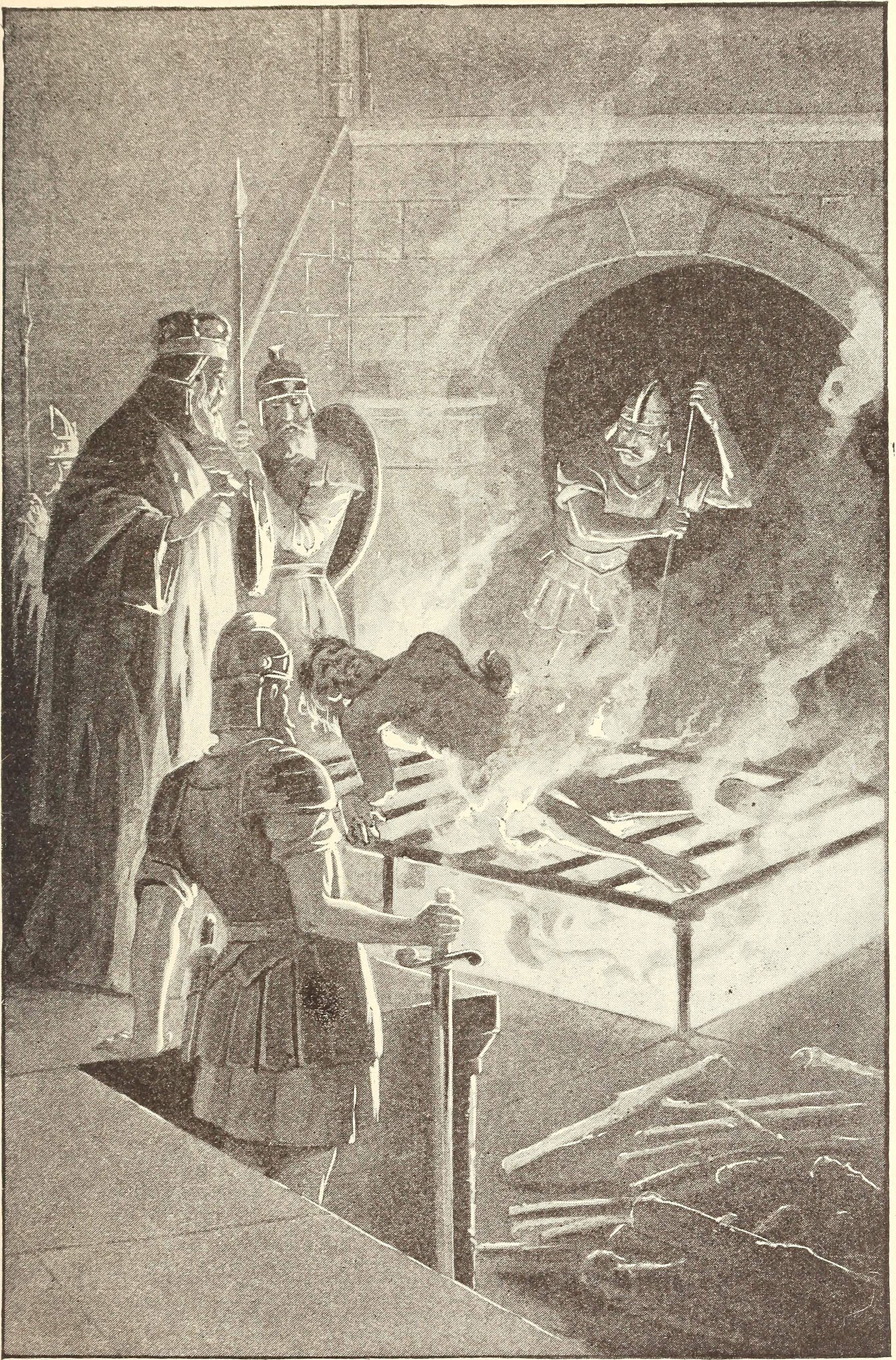
Martírio de São Lourenço (heróis e mártires cristãos, 1895)

O cristianismo praticava uma inclusividade não encontrada no sistema de castas sociais do império romano e, portanto, era percebido por seus oponentes como "uma ameaça perturbadora e, mais significativamente, competitiva à ordem tradicional baseada na classe/gênero da sociedade romana".:120–126 Gibbon argumentou que a aparente tendência dos cristãos convertidos a renunciar à sua família e país e suas frequentes predições de desastres iminentes instilavam um sentimento de apreensão em seus vizinhos pagãos.
Grande parte da população pagã acreditava que coisas ruins aconteceriam se os deuses pagãos estabelecidos não fossem adequadamente adorados e reverenciados. No final do século II, o apologista cristão Tertuliano reclamou da percepção generalizada de que os cristãos eram a fonte de todos os desastres trazidos pelos deuses contra a raça humana. Eles acham que os cristãos são a causa de todos os desastres públicos, de todas as aflições com as quais as pessoas são visitadas. Se o rio Tibre subir tão alto quanto as muralhas da cidade, se o rio Nilo não derramar suas águas sobre os campos, se o céu não der chuva, se houver um terremoto, se houver fome ou pestilência, imediatamente o grito é "Fora com os cristãos para os leões!"

### Sistema jurídico romano

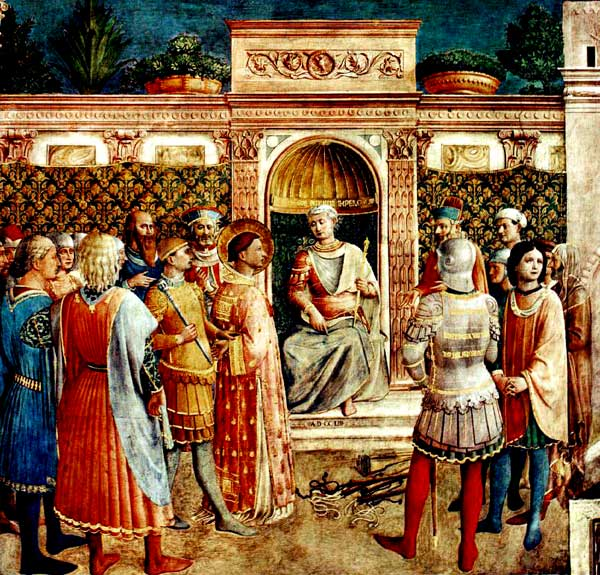
O julgamento de Justino, o Filósofo (Fra Angelico, c. 1450)

Devido à natureza informal e orientada para a personalidade do sistema jurídico romano, nada "além de um promotor" (um acusador, incluindo um membro do público, não apenas um detentor de uma posição oficial), "uma acusação de cristianismo e um governador disposto a punir por essa acusação" :123 era necessário para instaurar um processo legal contra um cristão. O direito romano preocupava-se amplamente com os direitos de propriedade, deixando muitas lacunas no direito penal e público. Assim, o processo cognitio extra ordinem (investigação especial) preencheu o vazio legal deixado pelo código e pelo tribunal. Todos os governadores provinciais tinham o direito de realizar julgamentos dessa maneira, como parte de seu império na província.:114f
Em cognitio extra ordinem, um acusador chamado delator trazia ao governador um indivíduo para ser acusado de uma certa ofensa - nesse caso, a de ser cristão. Esse delator estava preparado para atuar como o promotor do julgamento e poderia ser recompensado com algumas das propriedades do acusado, se ele apresentasse um caso adequado ou fosse acusado de calúnia (acusação maliciosa) se o caso fosse insuficiente. Se o governador concordou em ouvir o caso - e ele estava livre para não fazê-lo -, supervisionou o julgamento do início ao fim: ouviu os argumentos, decidiu o veredicto e aprovou a sentença.:116 Às vezes, os cristãos se ofereciam para punição, e as audiências de tais mártires voluntários eram conduzidas da mesma maneira.
Na maioria das vezes, o resultado do caso estava totalmente sujeito à opinião pessoal do governador. Enquanto alguns tentavam confiar em opiniões precedentes ou imperiais onde podiam, como evidenciado pela carta de Plínio, o Jovem, a Trajano a respeito dos cristãos, essa orientação geralmente não estava disponível. :35 Em muitos casos, meses e semanas de viagem para longe de Roma, esses governadores precisavam tomar decisões sobre como administrar suas províncias de acordo com seus próprios instintos e conhecimentos.
Mesmo que esses governadores tivessem acesso fácil à cidade, eles não teriam encontrado muita orientação legal oficial sobre o assunto dos cristãos. Antes das políticas anticristãs sob Décio, iniciadas em 250, não havia um decreto do império contra os cristãos, e o único precedente sólido foi o estabelecido por Trajano em sua resposta a Plínio: o nome "cristão" por si só era motivo suficiente para punição e cristãos não deveriam ser procurados pelo governo. Há especulações de que os cristãos também foram condenados por contumácia - desobediência ao magistrado, semelhante ao moderno "desprezo à corte" -, mas as evidências sobre esse assunto são variadas.:124 Mais tarde, Melitão de Sardes afirmou que Antonino Pio ordenou que os cristãos não fossem executados sem julgamento apropriado.:37
Dada a falta de orientação e a distância da supervisão imperial, os resultados das provações dos cristãos variaram amplamente. Muitos seguiram a fórmula de Plínio: perguntaram se os indivíduos acusados eram cristãos, em seguida aos que respondiam afirmativamente davam uma chance de se arrependerem de suas declarações. Aos que negavam ou retrocediam tinham a chance de provar sua sinceridade fazendo um sacrifício aos deuses romanos e fazendo um jurando ao imperador. Os que persistiram em manter a fé cristã eram executados.
Segundo o apologista cristão Tertuliano, alguns governadores da África ajudaram os acusados a obter absolvições ou se recusaram a levá-los a julgamento.:117 No geral, os governadores romanos estavam mais interessados em fazer apóstatas do que mártires: um procônsul da Ásia, Cneu Árrio Antonino, quando confrontado com um grupo de mártires voluntários durante uma de suas turnês, enviou alguns para serem executados e afirmava ao demais: "Se você quer morrer, seu desgraçado, pode usar cordas ou precipícios.":137
Durante a Grande Perseguição, que durou de 303 a 312/313, os governadores receberam decretos diretos do imperador. Igrejas e textos cristãos deveriam ser destruídos, a reunião para adoração cristã era proibida e os cristãos que se recusavam a se retratar perderiam seus direitos legais. Mais tarde, foi ordenado que o clero cristão fosse preso e que todos os habitantes do império se sacrificassem aos deuses. Ainda assim, nenhuma punição específica foi prescrita por esses éditos e os governadores mantiveram a margem de manobra que lhes era concedida à distância. Lactâncio relatou que alguns governadores alegaram não derramar sangue cristão e há evidências de que outros fecharam os olhos às evasões do edito ou apenas o aplicaram quando absolutamente necessário.

### Motivação do governo
Quando um governador foi enviado para uma província, ele foi encarregado de mantê-la pacata atque quieta - organizada e ordenada.:121 Seu principal interesse seria manter a população feliz; assim, quando surgisse inquietação contra os cristãos em sua jurisdição, ele estaria inclinado a aplacá-la com tranqüilidade, para que a população "não se manifestasse em tumultos e linchamentos".:122
Os líderes políticos no Império Romano também foram líderes de culto público. A religião romana girava em torno de cerimônias e sacrifícios públicos; a crença pessoal não era um elemento tão central quanto em muitas religiões modernas. Assim, embora as crenças privadas dos cristãos possam ter sido em grande parte irrelevantes para muitas elites romanas, essa prática religiosa pública era, em sua opinião, crítica para o bem-estar social e político da comunidade local e do império como um todo. Honrar a tradição da maneira certa - pietas - foi fundamental para a estabilidade e o sucesso. Portanto, os romanos protegiam a integridade dos cultos praticados pelas comunidades sob seu domínio, considerando-os inerentemente corretos honrar as tradições ancestrais; por esse motivo, os romanos por muito tempo toleraram a seita judaica altamente exclusiva, embora alguns romanos a desprezassem.:135 O historiador HH Ben-Sasson propôs que a "Crise sob Calígula" (37-41) foi o "primeiro intervalo" entre Roma e os judeus. Após a Primeira Guerra Judaico-Romana (66-73), os judeus foram oficialmente autorizados a praticar sua religião desde que pagassem o imposto judaico. Há um debate entre historiadores sobre se o governo romano simplesmente via os cristãos como uma seita do judaísmo antes da modificação do imposto por Nerva em 96. A partir de então, os judeus praticantes pagaram o imposto, enquanto os cristãos não, fornecendo evidências concretas de uma distinção oficial. Parte do desdém romano pelo cristianismo surgiu, em grande parte, do sentido de que era ruim para a sociedade. No século III, o filósofo neoplatonista Porfírio escreveu: 
 Como as pessoas não podem ser de todo modo ímpias e ateus que apostataram dos costumes de nossos ancestrais através dos quais todas as nações e cidades são sustentadas?... O que mais eles são além de combatentes contra Deus?  
 Uma vez distinto do judaísmo, o cristianismo não era mais visto simplesmente como uma seita bizarra de uma religião antiga e venerável; mas como uma superstição.:135 A superstição tinha para os romanos uma conotação muito mais poderosa e perigosa do que para grande parte do mundo ocidental de hoje: para eles, esse termo significava um conjunto de práticas religiosas que não eram apenas diferentes, mas corrosivas para a sociedade, "perturbando a mente de um homem de tal maneira que ele está realmente ficando louco" e fazendo com que ele perca humanitas (humanidade). A perseguição a seitas "supersticiosas" dificilmente era desconhecida na história romana: um culto estrangeiro sem nome foi perseguido durante uma seca em 428 a.C., alguns iniciados do culto báquico foram executados quando considerados fora de controle em BCE, e medidas foram tomadas contra os druidas durante o início do Principado.
Mesmo assim, o nível de perseguição experimentado por qualquer comunidade cristã ainda dependia de quão ameaçadora a autoridade local considerava essa nova superstição . As crenças dos cristãos não os teriam cativado por muitos funcionários do governo: eles adoravam um criminoso condenado (Jesus), recusavam-se a jurar a divindade do imperador, criticavam duramente Roma em seus livros sagrados e conduziam seus ritos com suspeita em particular. No início do século III, um magistrado disse aos cristãos: "Não posso me dar ao trabalho de ouvir as pessoas que falam mal da maneira romana de religião".

## História

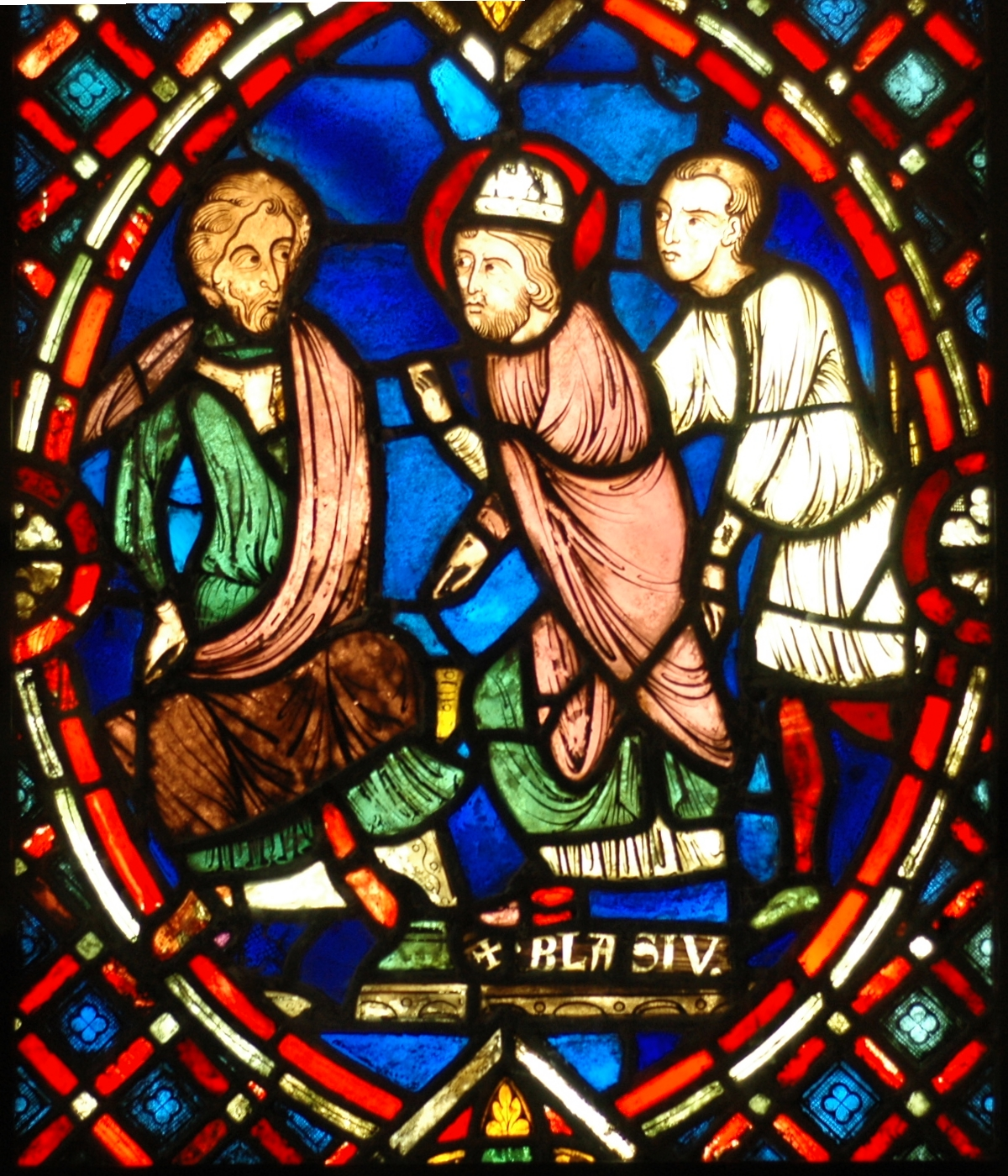
São Brás de Sebaste em julgamento perante o governador romano, Louvre

### Visão geral
Antes do reinado de Décio (249-251), o único incidente conhecido de perseguição pelo estado romano ocorreu sob Nero em 64. Em meados do século II, os mobs estavam dispostos a atirar pedras nos cristãos, talvez motivados por seitas rivais. A perseguição em Lyon (177 d.C.) foi precedida pela violência da multidão, incluindo assaltos, roubos e apedrejamentos. Luciano Samósata fala de uma brincadeira elaborada e bem-sucedida, perpetrada por um "profeta" de Asclépio, usando uma cobra mansa, em Ponto e Paflagónia. Quando os boatos pareciam expor sua fraude, o ensaísta espirituoso relata em seu ensaio: 
 ...   ele emitiu uma promulgação destinada a assustá-los, dizendo que o Ponto estava cheio de ateus e cristãos que tinham a dificuldade de proferir o mais vil abuso dele; estes ele ordenou que fossem embora com pedras se quisessem ter o deus gracioso. 
 O Apologeticus de Tertuliano de 197 foi escrito ostensivamente em defesa dos cristãos perseguidos e dirigido aos governadores romanos.

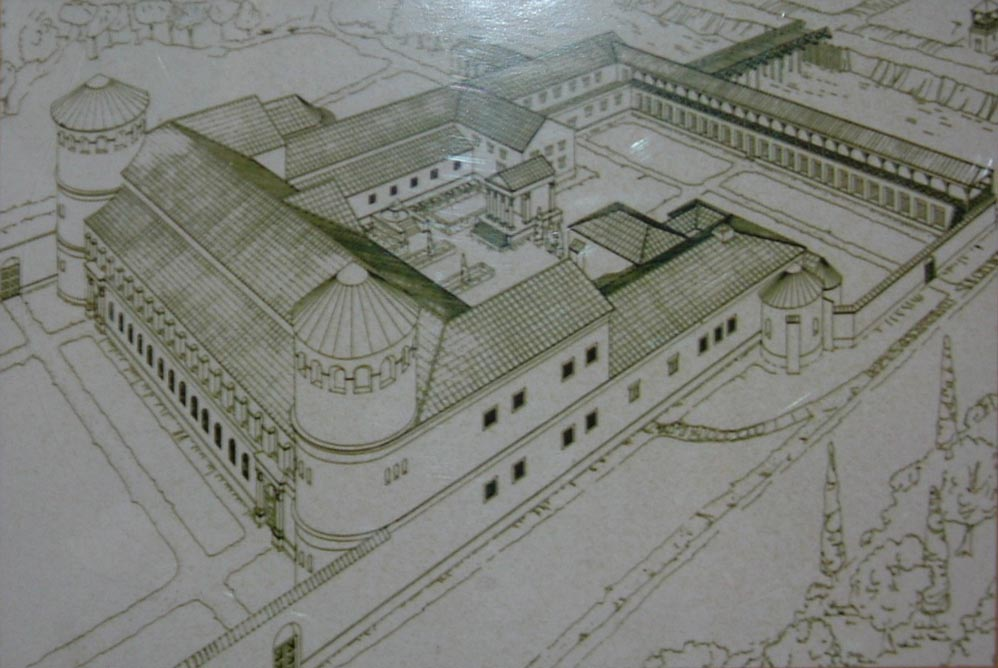
Reconstrução do palácio do governador romano em Aquinco, Hungria

Em 250, o imperador Décio emitiu um decreto exigindo sacrifício público, uma formalidade equivalente a um testemunho de lealdade ao imperador e à ordem estabelecida. Não há evidências de que o decreto tenha como alvo os cristãos, mas como forma de juramento de lealdade. Décio autorizou comissões itinerantes que visitavam as cidades e aldeias para supervisionar a execução dos sacrifícios e entregar certificados escritos a todos os cidadãos que os realizavam. Com frequência, os cristãos tinham a oportunidade de evitar punições adicionais oferecendo sacrifícios publicamente ou queimando incenso aos deuses romanos, e eram acusados pelos romanos de impiedade quando recusavam. A recusa foi punida com prisão, tortura e execuções. Os cristãos fugiram para refúgios no campo e alguns compraram seus certificados, chamados libelli. Vários conselhos realizados em Cartago debateram até que ponto a comunidade deveria aceitar esses cristãos vencidos.
As perseguições culminaram com Diocleciano e Galério no final do século III e início do século IV. Suas ações anticristãs, consideradas as maiores, seriam a última grande ação pagã romana. O edito de Serdica, também chamado de edito de tolerância de Galério, foi emitido em 311 em Serdica (hoje Sofia, Bulgária) pelo imperador romano Galério, encerrando oficialmente a perseguição diocleciana ao cristianismo no Oriente. Constantino, o Grande, logo chegou ao poder e, em 313, legalizou completamente o cristianismo. Somente em Teodósio I, no final do século IV, o cristianismo se tornaria a religião oficial do Império Romano.

### De 64 d.C a 250 d.C

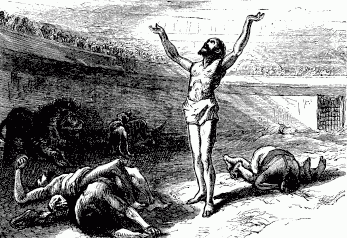
"Perseguição dos cristãos", História dos Jovens de Roma (1878).

Antes da acusação de Nero de incêndio criminoso e ações anticristãs subsequentes em 64, toda animosidade era aparentemente limitada à hostilidade judaica intramural. No Novo Testamento (Atos 18, 2-3), é apresentado um judeu chamado Áquila que, com sua esposa Priscila, tinha vindo recentemente da Itália porque o imperador Cláudio "ordenou que todos os judeus deixassem Roma". É geralmente aceito que desde o reinado de Nero até as medidas generalizadas de Décio em 250, a perseguição cristã foi isolada e localizada.:105–152 Embora muitas vezes se afirme que os cristãos foram perseguidos por se recusarem a adorar o imperador. A aversão geral pelos cristãos provavelmente surgiu da recusa em adorar os deuses ou participar de sacrifícios, o que era esperado daqueles que viviam no Império Romano.:105–152 Embora os judeus também se recusassem a participar dessas ações, eles eram tolerados porque seguiam sua própria lei cerimonial judaica, e sua religião era legitimada por sua natureza ancestral.:130 Por outro lado, os romanos acreditavam que os cristãos, que pensavam participar de rituais estranhos e ritos noturnos, cultivavam uma seita perigosa e supersticiosa.:125
Durante esse período, as atividades anticristãs foram acusatórias e não inquisitivas.:105–152 Os governadores tiveram um papel maior nas ações do que os imperadores, mas os cristãos não foram procurados pelos governadores; em vez disso, foram acusados e processados por meio de um processo denominado cognitio extra ordinem. Não existe uma descrição confiável e existente de um julgamento cristão, mas as evidências mostram que os julgamentos e punições variaram muito, e as sentenças variaram entre absolvição e morte.

### Nero (54-68)

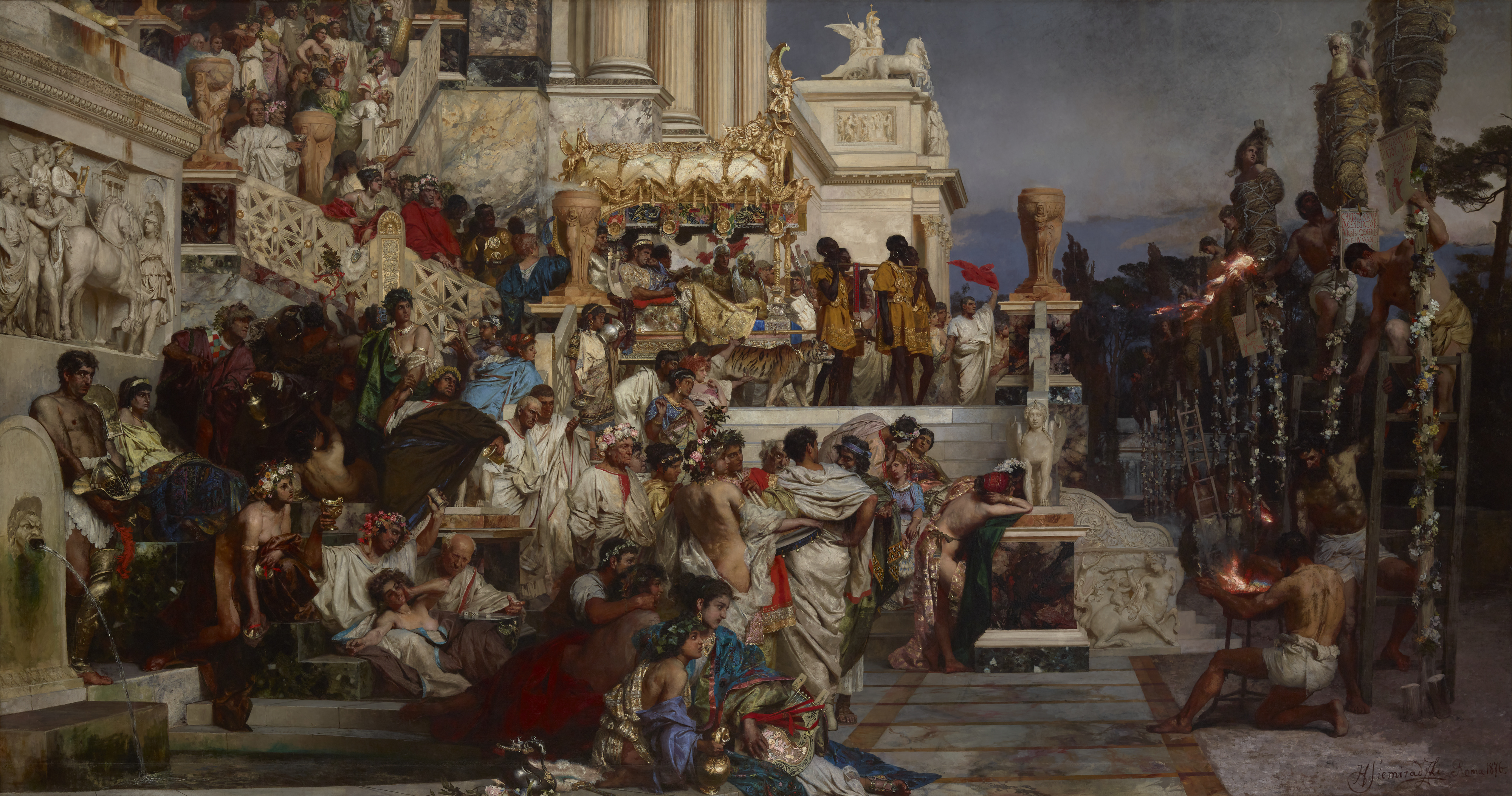
As tochas de Nero, de Henryk Siemiradzki (1878). Segundo Tácito, Nero usou cristãos como tochas humanas

Esta passagem em Tácito constitui a única declaração independente de que Nero culpou os cristãos pelo Grande Incêndio de Roma e, embora se acredite que seja geralmente autêntico e confiável, alguns estudiosos modernos afirmam que não há mais referências a Nero culpando os cristãos pelo incêndio até o final do século IV. Suetônio, posteriormente ao período, não menciona nenhuma perseguição após o incêndio, mas em um parágrafo anterior não relacionado ao incêndio, menciona punições infligidas aos cristãos, que são descritos como "homens seguindo uma superstição nova e maléfica". Suetônio, no entanto, não especifica as razões da punição; ele simplesmente lista o fato junto com outros abusos cometidos por Nero.:269 :34
Não está claro se os cristãos foram perseguidos apenas sob a acusação de incêndio criminoso organizado ou por outros crimes gerais associados ao cristianismo.:105–152:32–50 Como Tertuliano menciona um institutum Neronianum em seu pedido de desculpas "Às Nações", os estudiosos também debatem a possibilidade de criação de uma lei ou decreto contra os cristãos sob Nero. No entanto, argumentou-se que, no contexto, o institutum Neronianum apenas descreve as atividades anticristãs; não fornece uma base legal para eles. Além disso, nenhum escritor conhecido mostra conhecimento de uma lei contra os cristãos.:35

### Domiciano (81-96)
Segundo alguns historiadores, judeus e cristãos foram fortemente perseguidos no final do reinado de Domiciano (89-96). O livro do Apocalipse, que menciona pelo menos um exemplo de martírio (Ap 2,13; cf. 6,9), acredita-se que muitos estudiosos tenham sido escritos durante o reinado de Domiciano. O historiador da igreja primitiva Eusébio escreveu que o conflito social descrito por Apocalipse reflete a organização de Domiciano de banimentos e execuções excessivos e cruéis de cristãos, mas essas alegações podem ser exageradas ou falsas. Alguns historiadores, no entanto, sustentaram que havia pouca ou nenhuma atividade anticristã durante o tempo de Domiciano. A falta de consenso dos historiadores sobre a extensão da perseguição durante o reinado de Domiciano deriva do fato de que, embora existam relatos de perseguição, esses relatos são muito superficiais ou sua confiabilidade é debatida.:35
Frequentemente, é feita referência à execução de Tito Flávio Clemente, um cônsul romano e primo do imperador, e ao banimento de sua esposa, Flavia Domitilla, à ilha de Pandateria. Eusébio escreveu que Flavia Domitilla foi banida por ser cristã. No entanto, no relato de Cassius Dio (67.14.1-2), ele apenas relata que ela, junto com muitos outros, era culpada de simpatia pelo judaísmo. :36 Suetônio não menciona o exílio.  :37 Segundo Keresztes, é mais provável que eles se converteram ao judaísmo e tentaram evitar o pagamento do Fiscus Judaicus - o imposto devido por todas as pessoas que praticavam o judaísmo (262-265). De qualquer forma, nenhuma história de atividades anticristãs durante o reinado de Domiciano faz referência a qualquer tipo de ordenança legal.:35

### Trajano (98-117)
Como imperador civil, Trajano correspondia a Plínio, o Jovem, no assunto de como lidar com os cristãos do Ponto, dizendo a Plínio para continuar perseguindo os cristãos, mas não para aceitar denúncias anônimas no interesse da justiça, bem como do "espírito de a idade". Os não cidadãos que admitiram ser cristãos e se recusaram a se retratar, no entanto, deveriam ser executados "por obstinação". Os tidos como cidadãos romanos foram enviados a Roma para julgamento.[153]
Apesar disso, os teólogos cristãos medievais consideravam Trajano um pagão virtuoso.[5]

### Adriano (117-138)
O imperador Adriano (r. 117-138) também respondeu a um pedido de conselho de um governador da província sobre como lidar com os cristãos, concedeu mais clemência aos cristãos. Adriano afirmou que apenas ser cristão não era suficiente para que ações contra eles fossem tomadas; eles também deveriam ter cometido algum ato ilegal. Além disso, "ataques caluniosos" contra os cristãos não deveriam ser tolerados, o que significa que qualquer pessoa que intentasse uma ação contra os cristãos, mas falhasse, seria punida.

### Marco Aurélio a Maximino, o trácio (161-238)

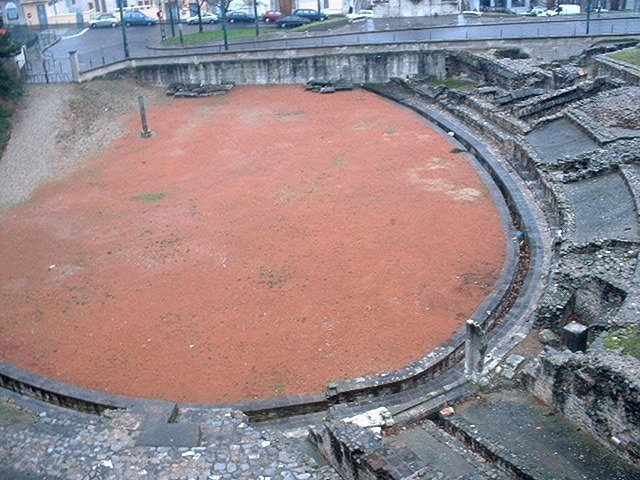
Amphithéâtre des Trois-Gaules, em Lyon. O poste na arena é um memorial às pessoas mortas durante esta perseguição.

Os ataques esporádicos da atividade anticristã ocorreram durante o período entre o reinado de Marco Aurélio e o de Maximino. Os governadores continuaram a desempenhar um papel mais importante do que os imperadores nas perseguições durante esse período.:35

Na primeira metade do século III, a relação entre a política imperial e as ações no nível do solo contra os cristãos permaneceu praticamente a mesma: 
 Foi a pressão de baixo, e não a iniciativa imperial, que deu origem a problemas, rompendo os limites geralmente prevalecentes, mas frágeis, da tolerância romana: a atitude oficial era passiva até ser ativada para enfrentar casos particulares e essa ativação normalmente se restringia ao local e nível provincial.:616 
 A apostasia na forma de sacrifício simbólico continuou a ser suficiente para libertar um cristão.:35 Era prática comum prender um cristão após um julgamento inicial, com pressão e uma oportunidade de retroceder.:617
O número e a gravidade das perseguições em vários locais do império aparentemente aumentaram durante o reinado de Marco Aurélio (161-180). A extensão em que o próprio Marco Aurélio dirigiu, encorajou ou teve conhecimento dessas perseguições não é clara e é muito debatida pelos historiadores. Um dos casos mais notáveis de perseguição durante o reinado de Aurélio ocorreu em 177 em Lugduno (atual Lyon, França), onde o Santuário dos Três Gauleses havia sido estabelecido por Augusto no final do século I a.C. A única conta é preservada por Eusébio. A perseguição em Lyon começou como um movimento não oficial para ostracizar os cristãos de espaços públicos como o mercado e os banhos, mas acabou resultando em ação oficial. Os cristãos foram presos, julgados no fórum e posteriormente presos. Eles foram condenados a várias punições: serem jogado aos leões, tortura e as más condições de vida da prisão. Escravos pertencentes a cristãos testemunharam que seus senhores participavam de "incesto e canibalismo". Barnes cita essa perseguição como o "único exemplo de suspeita de cristãos sendo punidos mesmo depois da apostasia".:154 Eusébio, no entanto, escreveu sua História Eclesiástica em aproximadamente 300 d.C. ou 120 anos após os eventos que ele referenciou e não está claro se esse evento ocorreu. Além disso, o pai da igreja Irineu, o bispo cristão de Lyon, onde este incidente teria ocorrido, escreveu seu Adversus Haereses em cinco volumes em 180, apenas três anos após a suposta perseguição, mas não menciona nenhuma perseguição que tenha ocorrido em sua cidade. Em vez disso, Irineu escreve: "Os romanos deram paz ao mundo, e nós [cristãos] viajamos sem medo pelas estradas e pelo mar onde quer que desejemos". (Contra as heresias, livro IV, capítulo 30, sentença 3). 

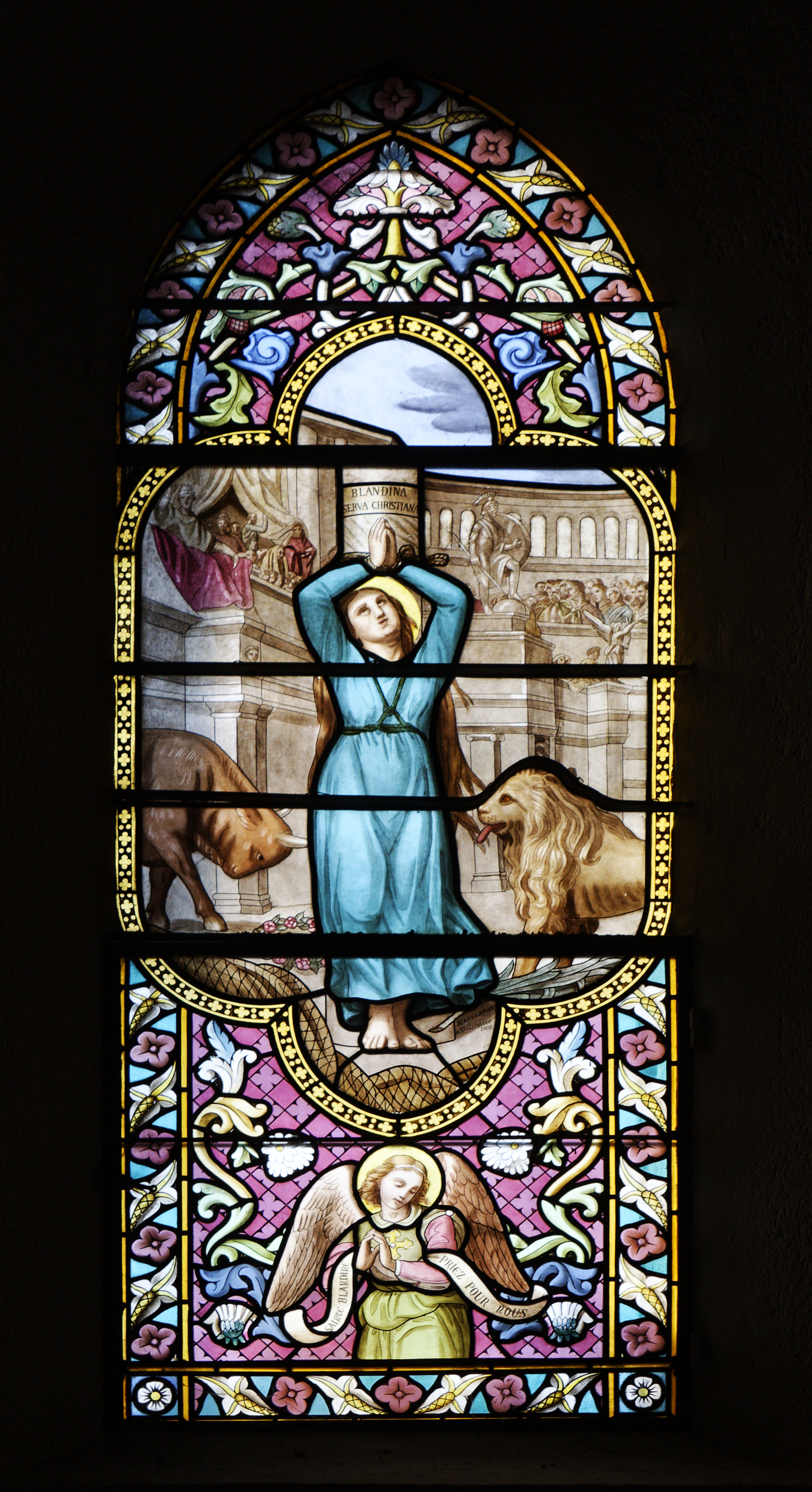
Martírio de Santa Blandina, um dos mártires de Lyon, vitral de Alexandre Mauvernay

Várias perseguições de cristãos ocorreram no império romano durante o reinado de Septímio Severo (193-211). A visão tradicional era que Severo era responsável se baseia na referência a um decreto que, segundo ele, proibiu conversões ao judaísmo e ao cristianismo, mas esse decreto é conhecido apenas de uma fonte, a História Augusta, uma mistura não confiável de fatos e ficção.:184 O historiador da igreja primitiva Eusébio descreve Severo como um perseguidor, mas o apologista cristão Tertuliano afirma que Severo estava bem disposto para com os cristãos, empregava um cristão como seu médico pessoal e havia intervindo pessoalmente para salvar da "multidão" vários cristãos de alto nível que ele conhecia.:184 A descrição de Eusébio de Severo como perseguidor provavelmente deriva apenas do fato de numerosas perseguições terem ocorrido durante seu reinado, incluindo aquelas conhecidas no martirológio romana como mártires em Madaura e Perpétua e Felicidade na província romana da África, mas provavelmente foram o resultado de perseguições locais em vez de ações ou decretos de todo o império por Severo.:185
Outros casos de perseguição ocorreram antes do reinado de Décio, mas há menos relatos deles a partir de 215 em diante. Isso pode refletir uma diminuição da hostilidade em relação ao cristianismo ou lacunas nas fontes disponíveis.:35 Talvez as mais famosas dessas perseguições pós-Severo sejam as atribuídas a Maximino, o Trácio (r. 235-238). Segundo Eusébio, uma perseguição empreendida por Maximino contra os chefes da igreja em 235 levou Hipólito e o Papa Ponciano ao exílio na Sardenha. Outras evidências sugerem que a perseguição de 235 ocorreram na Capadócia e no Ponto, e não foi desencadeada pelo imperador.:623

#### Punições
Os cristãos que se recusavam a se retratar realizando cerimônias para honrar os deuses enfrentariam severas penalidades; cidadãos romanos foram exilados ou condenados a uma morte rápida por decapitação. Escravos, residentes estrangeiros e classes mais baixas eram passíveis de morte por animais selvagens como espetáculo público. Uma variedade de animais foi usada para os condenados a morrer dessa maneira. Não há evidências de que os cristãos sejam executados no Coliseu de Roma.

### Décio (249-251)

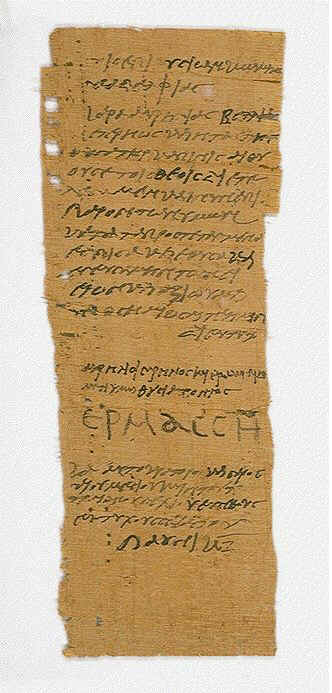
Um libelo da perseguição deciana em 250 d.C.

Em 250, o imperador Décio emitiu um decreto, cujo texto foi perdido, exigindo que todos no Império (exceto judeus, que estavam isentos) realizassem um sacrifício aos deuses na presença de um magistrado romano e obtivessem um testemunho assinado e testemunhado, certificado, chamado líbelo, para esse efeito.:319 O decreto fazia parte do esforço de Décio para restaurar os valores romanos tradicionais e não há evidências de que os cristãos estavam sendo alvejados especificamente. Alguns desses certificados ainda existem e um descoberto no Egito (texto de papiro na ilustração) diz::145–151 
 Aos responsáveis pelos sacrifícios da aldeia Theadelphia, de Aurelia Bellias, filha de Peteres, e sua filha Kapinis. Sempre fomos constantes no sacrifício aos deuses, e agora também, na sua presença, de acordo com os regulamentos, derramei libações, sacrifiquei e provei as ofertas, e peço que você ateste isso abaixo. Que você continue a prosperar. (Letra da segunda pessoa) Nós, Aurelius Serenus e Aurelius Hermas, vimos você se sacrificando. (Manuscrito da terceira pessoa) Eu, Hermas, certifico. O primeiro ano do imperador Caesar Gaius Messias Quintus Traianus Décio Pio Felix Augustus, Pauni 27. 
 Quando o governador da província, Plínio, escreveu ao imperador Trajano em 112, ele disse que exigia que cristãos suspeitos amaldiçoassem a Cristo, mas não há menção a Cristo ou a cristãos nos certificados do reinado de Décio. Não obstante, foi a primeira vez que cristãos em todo o Império foram forçados pelo edito imperial a escolher entre sua religião e suas vidas e vários cristãos de destaque, incluindo o papa Fabiano, Bábilas de Antioquia e Alexandre de Jerusalém, resultado de sua recusa em realizar os sacrifícios.:319 Não se sabe o número de cristãos que foram executados como resultado de sua recusa em obter um certificado, nem quanto esforço foi feito pelas autoridades para verificar quem recebeu e quem não recebeu, mas sabe-se que grandes vários cristãos apostataram e realizaram as cerimônias, enquanto outros, incluindo Cipriano, bispo de Cartago, se esconderam. Embora o período de execução do decreto tenha sido de apenas dezoito meses, foi severamente traumático para muitas comunidades cristãs que até então viveram imperturbadas e deixou lembranças amargas de tirania monstruosa.
Na maioria das igrejas, aqueles que haviam caído eram aceitos em comunhão. Algumas dioceses africanas, no entanto, recusaram-se a admiti-los novamente. Indiretamente, a perseguição deciana levou ao cisma donatista, porque os donatistas se recusaram a abraçar aqueles que obtiveram os certificados.

## Valeriano (253-260)

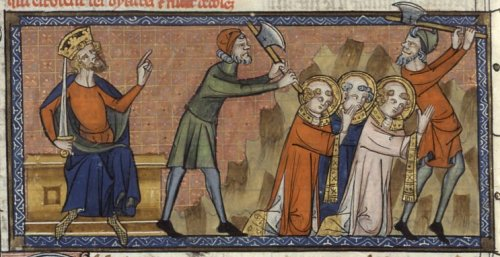
Martírio de Sisto II sob Valeriano.

O imperador Valeriano assumiu o trono em 253, mas a partir do ano seguinte ele estava longe de Roma, lutando contra os persas que haviam conquistado Antioquia. Ele nunca voltou, pois foi levado cativo e morreu prisioneiro. No entanto, ele enviou duas cartas sobre os cristãos ao Senado. A primeira, em 257, ordenou que todo clero cristão realizasse sacrifícios aos deuses romanos e proibia os cristãos de realizar reuniões em cemitérios.:151 Uma segunda carta no ano seguinte ordenou que os bispos e outros oficiais da igreja de alto escalão fossem condenados à morte, e que senadores e equidades que eram cristãos fossem despojados de seus títulos e perdessem suas propriedades. Se eles não realizassem sacrifícios aos deuses, eles também seriam executados. As matronas romanas que não apostatassem perderiam as suas propriedades e seriam banidas, enquanto funcionários públicos e membros do pessoal e da família do Imperador que se recusassem a sacrificar seriam reduzidos à escravidão e enviados para trabalhar nas propriedades imperiais.:325 O fato de haver cristãos de alto escalão no coração do estamento burocrático imperial romano mostra que as ações tomadas por Décio menos de uma década antes não tiveram um efeito duradouro e que os cristãos não enfrentaram perseguição constante ou se esconderam da opinião pública.:326
Entre os executados sob Valeriano estavam Cipriano, Bispo de Cartago, e o papa Sisto II, com seus diáconos, incluindo São Lourenço. O exame público de Cipriano pelo procônsul em Cartago, Galerius Maximus, em 14 de setembro de 258 foi preservado::327 
 Galerius Maximus: "Você é Thascius Cyprianus?" Cipriano: "Eu sou". Galério: "Os imperadores mais sagrados ordenaram que você se conformasse com os ritos romanos". Cipriano: "Eu me recuso" Galério: "Preste atenção em si mesmo" Cipriano: "Faça como lhe for pedido; em um caso tão claro que eu não posso prestar atenção". Galério, após uma breve conferência com seu conselho judicial, com muita relutância, pronunciou a seguinte sentença: "Você viveu uma vida irreligiosa e reuniu vários homens vinculados por uma associação ilegal e se declarou um inimigo aberto aos deuses e a religião de Roma, e os piedosos, mais sagrados e augustos imperadores   ... esforçaram-se em vão trazê-lo de volta à conformidade com suas observâncias religiosas; considerando que, portanto, você foi preso como líder principal desses crimes infames, você deve ser um exemplo para aqueles a quem você associou perversamente; a autoridade da lei será ratificada em seu sangue". Ele então leu a sentença do tribunal em uma tábua escrita: "É a sentença deste tribunal que Thascius Cyprianus seja executado com a espada". Cipriano: "Graças a Deus". 
 Levado diretamente ao local da execução, Cipriano foi decapitado. As palavras da sentença mostram que, aos olhos do governo romano, o cristianismo não era uma religião e a igreja era uma organização criminosa. Quando o filho de Valeriano, Galiano, tornou-se imperador em 260, a legislação foi revogada e esse breve período de perseguição chegou ao fim; esse período de relativa tolerância entre sua adesão à próxima perseguição em massa é conhecido como a Pequena Paz da Igreja.
Um mandado para prender um cristão, datado de 28 de fevereiro de 256, foi encontrado entre os Papiros de Oxirrrinco (<i id="mwAlw">P. Oxy</i> 3035). Os motivos da prisão não são mencionados no documento. O primeiro ato de Valeriano como imperador em 22 de outubro de 253 foi fazer de seu filho Galiano seu César e colega. No início de seu reinado, os assuntos na Europa foram de mal a pior, e todo o Ocidente caiu em desordem. No Oriente, Antioquia caiu nas mãos de um vassalo sassânida e a Armênia era ocupada por Shapur I Valeriano e Galiano dividiram os problemas do império entre eles, com o filho tomando o Ocidente e o pai indo para o Oriente para enfrentar a ameaça persa.

### Diocleciano e Galério (284-305)

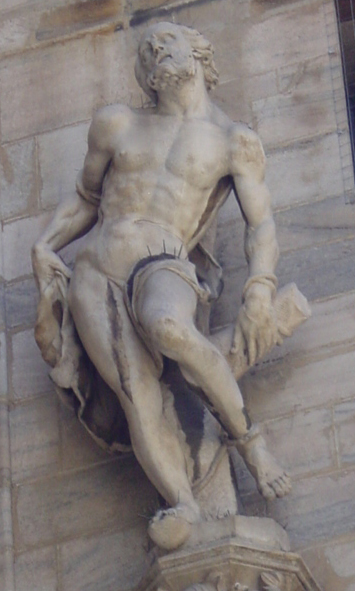
Estátua de um mártir, Catedral de Milão

A adesão de Diocleciano em 284 não marcou uma reversão imediata do desrespeito ao cristianismo, mas anunciou uma mudança gradual nas atitudes oficiais em relação às minorias religiosas. Nos primeiros quinze anos de seu governo, Diocleciano expurgou do exército os cristãos, condenou os maniqueus à morte e cercou-se de oponentes públicos do cristianismo. A preferência de Diocleciano pelo governo autocrático, combinada com sua auto-imagem de restaurador da glória romana passada, pressagiou a perseguição mais difundida na história romana. No inverno de 302, Galério pediu a Diocleciano que iniciasse uma perseguição geral aos cristãos. Diocleciano estava cauteloso e pediu orientação ao oráculo de Apolo. A resposta do oráculo foi lida como um endosso da posição de Galério, e uma perseguição geral foi convocada em 24 de fevereiro de 303.
O apoio à perseguição dentro da classe dominante romana não era universal. Onde Galério e Diocleciano eram perseguidores ávidos, Constâncio Cloro não estava entusiasmado. Editos perseguidores posteriores, incluindo os apelos para que todos os habitantes se sacrificassem aos deuses romanos, não foram aplicados em seu domínio. Seu filho Constantino, ao assumir o cargo imperial em 306, restaurou os cristãos à plena igualdade legal e devolveu as propriedades que foram confiscadas durante a perseguição. Na Itália, em 306, o usurpador Magêncio expulsou o sucessor de Maximiano, Valério Severo, prometendo total tolerância religiosa. Galério terminou a perseguição no Oriente em 311, mas foi retomada no Egito, Palestina e Ásia Menor por seu sucessor, Maximino Daia . Constantino e Licínio, sucessor de Severo, assinaram o "Edito de Milão" em 313, que oferecia uma aceitação mais abrangente do cristianismo do que o edito de Galério havia fornecido. Licínio expulsou Maximino Daia em 313, pondo fim à perseguição no Oriente.
A perseguição não conseguiu controlar a ascensão da igreja. Em 324, Constantino era o único governante do império, e o cristianismo havia se tornado sua religião preferida. Embora a perseguição tenha resultado em morte, tortura, prisão ou deslocamento para muitos cristãos, a maioria dos cristãos do império evitou a punição. A perseguição, no entanto, fez com que muitas igrejas se dividissem entre aqueles que haviam cumprido a autoridade imperial (os lapsi) e aqueles que haviam se mantido firmes. Certos cismas, como os dos donatistas no norte da África e os melecianos no Egito, persistiram muito depois das perseguições: somente após o ano 411 os donatistas seriam reconciliados com a igreja à qual, em 380, o imperador Teodósio I reservou o título de "católico".

## Martírio

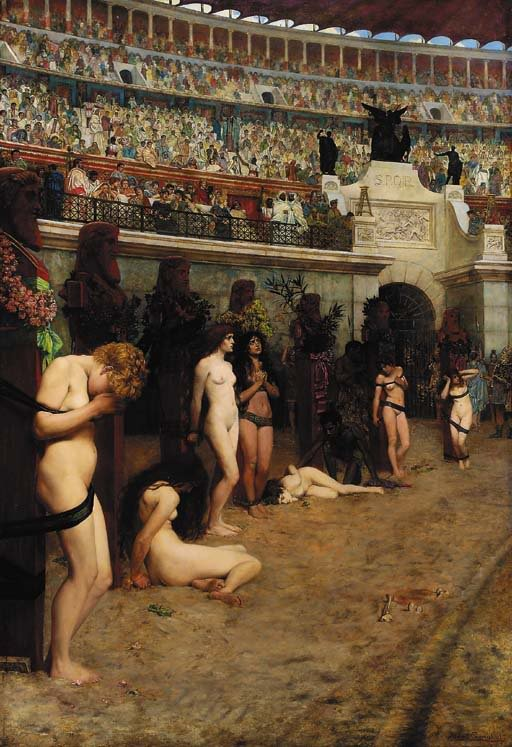
"Fiéis até a morte", de Herbert Schmalz

Os primeiros mártires cristãos, torturados e mortos por oficiais romanos que impunham o culto aos deuses, ganharam tanta fama entre seus co-religiosos que outros quiseram imitá-los a tal ponto que um grupo se apresentou ao governador da Ásia, declarando-se ser cristãos, e exortando-o a cumprir seu dever e matá-los. Ele executou alguns, mas como o resto exigiu, ele respondeu exasperado: "Vocês desgraçados, se quiserem morrer, têm penhascos para pular e cordas para pendurar". Essa atitude foi difundida o suficiente para que as autoridades da Igreja começassem a distinguir nitidamente "entre o martírio solicitado e o tipo mais tradicional resultante da perseguição". Em um conselho espanhol realizado na virada do século III e IV, os bispos negaram a coroa do martírio àqueles que morreram enquanto atacavam os templos pagãos. Segundo Ramsey MacMullen, a provocação foi simplesmente "flagrante". Drake cita isso como evidência de que os cristãos recorriam à violência, inclusive física, às vezes. As estimativas para o total de mortos martirizados para a Grande Perseguição dependem do relatório de Eusébio de Cesareia nos Mártires da Palestina. Não há outras fontes viáveis para o número total de martírios em uma província.:535f Escritores antigos não pensavam estatisticamente. Quando o tamanho de uma população cristã é descrito, seja por uma fonte pagã, judaica ou cristã, é opinião ou metáfora, não reportagem precisa.
Durante a Grande Perseguição, Eusébio foi o bispo de Cesareia Marítima, capital da Palestina Romana. Visto que, sob a lei romana, a pena de morte só podia ser aplicada pelos governadores das províncias e, porque na maioria das vezes esses governadores residiam na capital, a maioria dos martírios ocorria dentro da jurisdição de Eusébio. Quando não o fizessem, como quando o governador da província viajasse para outras cidades para realizar provas, suas atividades seriam divulgadas em toda a província. Assim, se Eusébio fosse um repórter assíduo das perseguições em sua província, ele poderia facilmente ter adquirido uma contagem completa de todos os mortos martirizados.
Edward Gibbon, depois de lamentar a imprecisão do fraseado de Eusébio, fez a primeira estimativa do número martirizada da seguinte forma: contando o número total de pessoas listadas nos Mártires, dividindo-o pelos anos cobertos pelo texto de Eusébio, multiplicando-o pela fração do mundo romano, a província da Palestina representa e multiplicando esse número pelo período total da perseguição. As estimativas subsequentes seguiram a mesma metodologia básica.
Os objetivos de Eusébio nos Mártires da Palestina foram contestados. Geoffrey de Ste Croix, historiador e autor de um par de artigos seminais sobre a perseguição de cristãos no mundo romano, argumentou, depois de Gibbon, que Eusébio pretendia produzir um relato completo dos mártires em sua província. Ste Croix argumentou que os objetivos de Eusébio eram claros a partir do texto dos Mártires: depois de descrever os martírios de Cesareia para 310, o último a ter ocorrido na cidade, Eusébio escreve: "Tais foram os martírios que ocorreram em Cæsarea durante todo o período da perseguição"; depois de descrever as execuções em massa posteriores em Phaeno, Eusébio escreve: "Esses martírios foram realizados na Palestina durante oito anos completos; e essa foi uma descrição da perseguição em nosso tempo". Timothy Barnes, no entanto, argumenta que a intenção de Eusébio não era tão ampla quanto o texto citado por Ste Croix implica: "O próprio Eusébio intitulou a obra 'Sobre aqueles que sofreram o martírio na Palestina' e sua intenção era preservar as memórias dos mártires a quem ele sabia, ao invés de dar uma explicação abrangente de como a perseguição afetou a província romana em que ele vivia". :154 O prefácio da longa recensão dos Mártires é citado:
Conclui-se, então, que os conflitos ilustres em vários distritos devem ser comprometidos com a escrita daqueles que habitaram com os combatentes em seus distritos. Mas, para mim, oro para que eu possa falar daqueles com quem eu pessoalmente conheci e que eles possam me associar a eles - aqueles em quem todo o povo da Palestina se gloria, porque mesmo no meio de nossa terra O salvador de todos os homens se levantou como uma fonte que sacia a sede. As competições, então, daqueles campeões ilustres, relacionarei pela instrução geral e pelo lucro.
- Martírio da Palestina (L) pr. 8. tr. Graeme Clarck
O texto revela companheiros sem nome dos mártires e confessores que são o foco do texto de Eusébio; esses homens não são incluídos nos cálculos baseados nos mártires.